# Скопско (пиво)
Скопско — найпопулярніша пивна торгова марка у Північній Македонії, пиво якої виробляється на Пивоварні Скоп'є (мак. Скопска пиварница) та є брендом Heineken. Має 64% представництва на ринку країни. Найпопулярнішими рекламним гаслом є Скопско, наше најдобро та Скопско, и сѐ е можно.

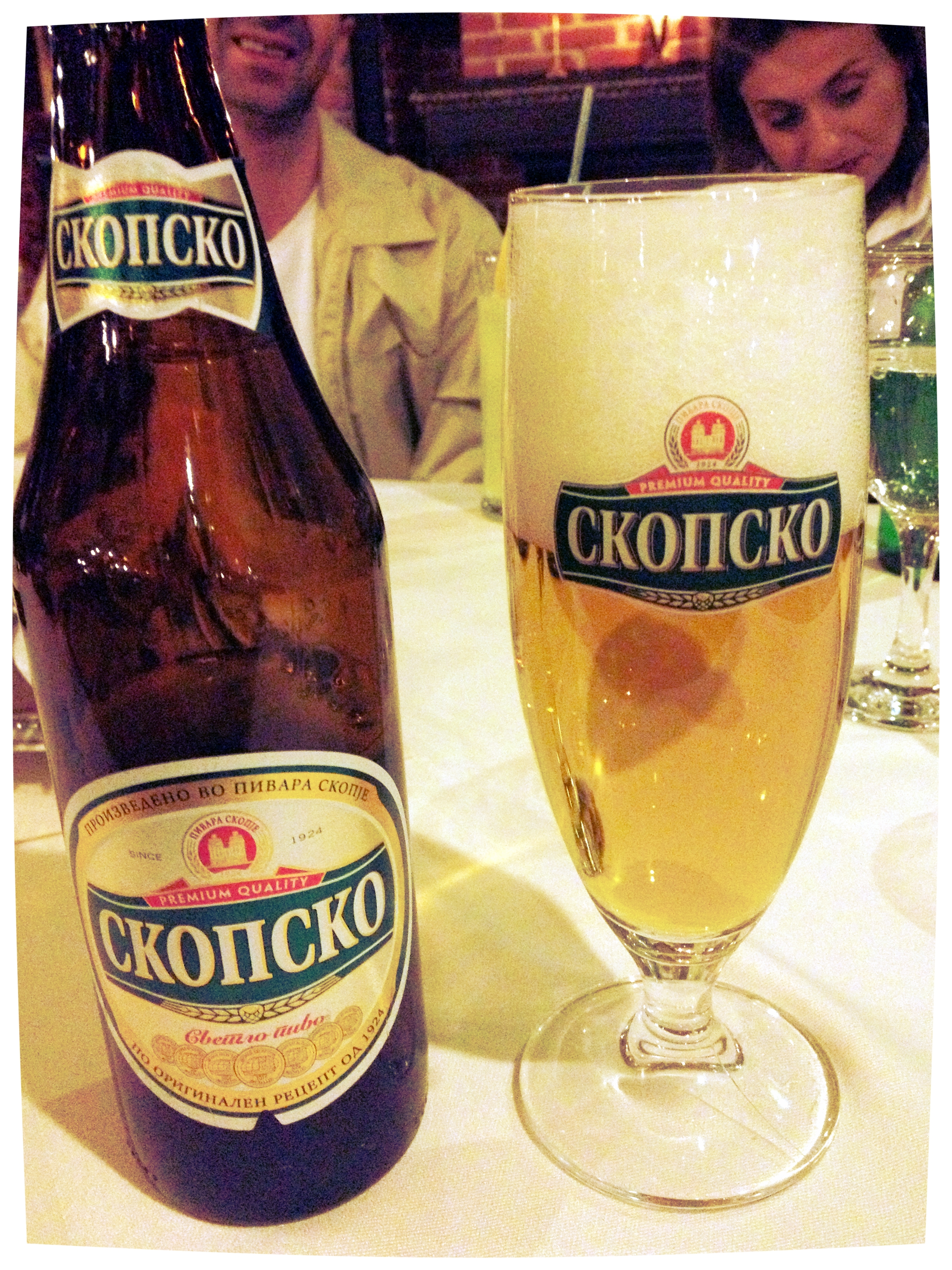
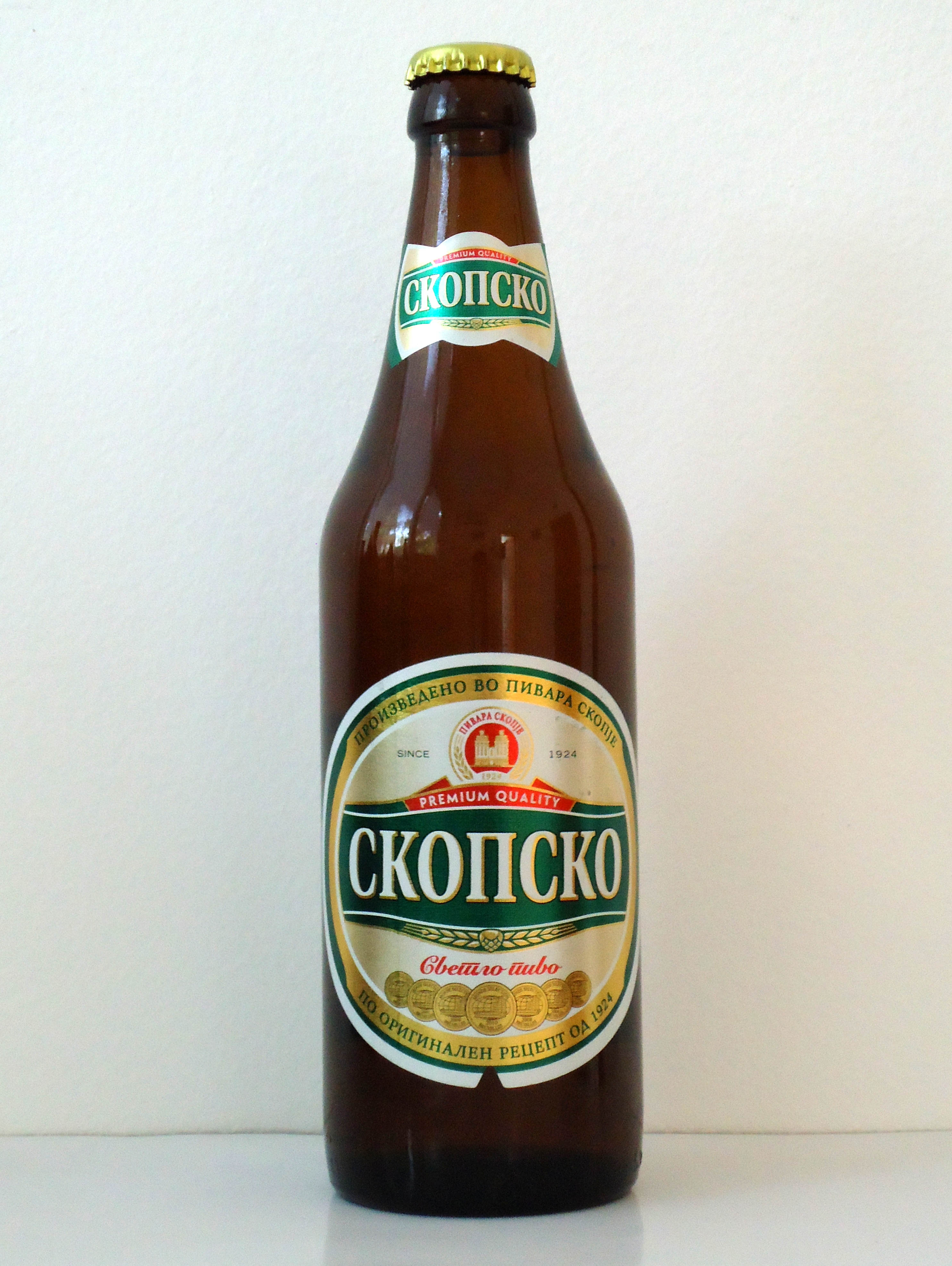
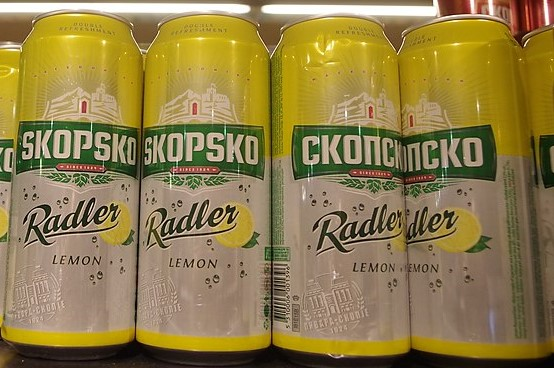
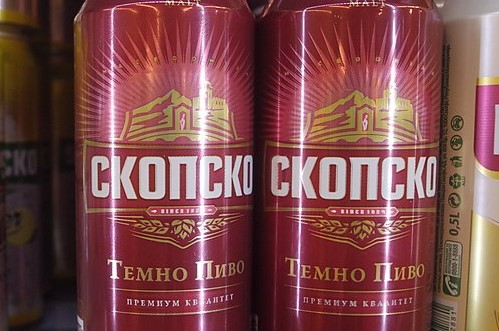
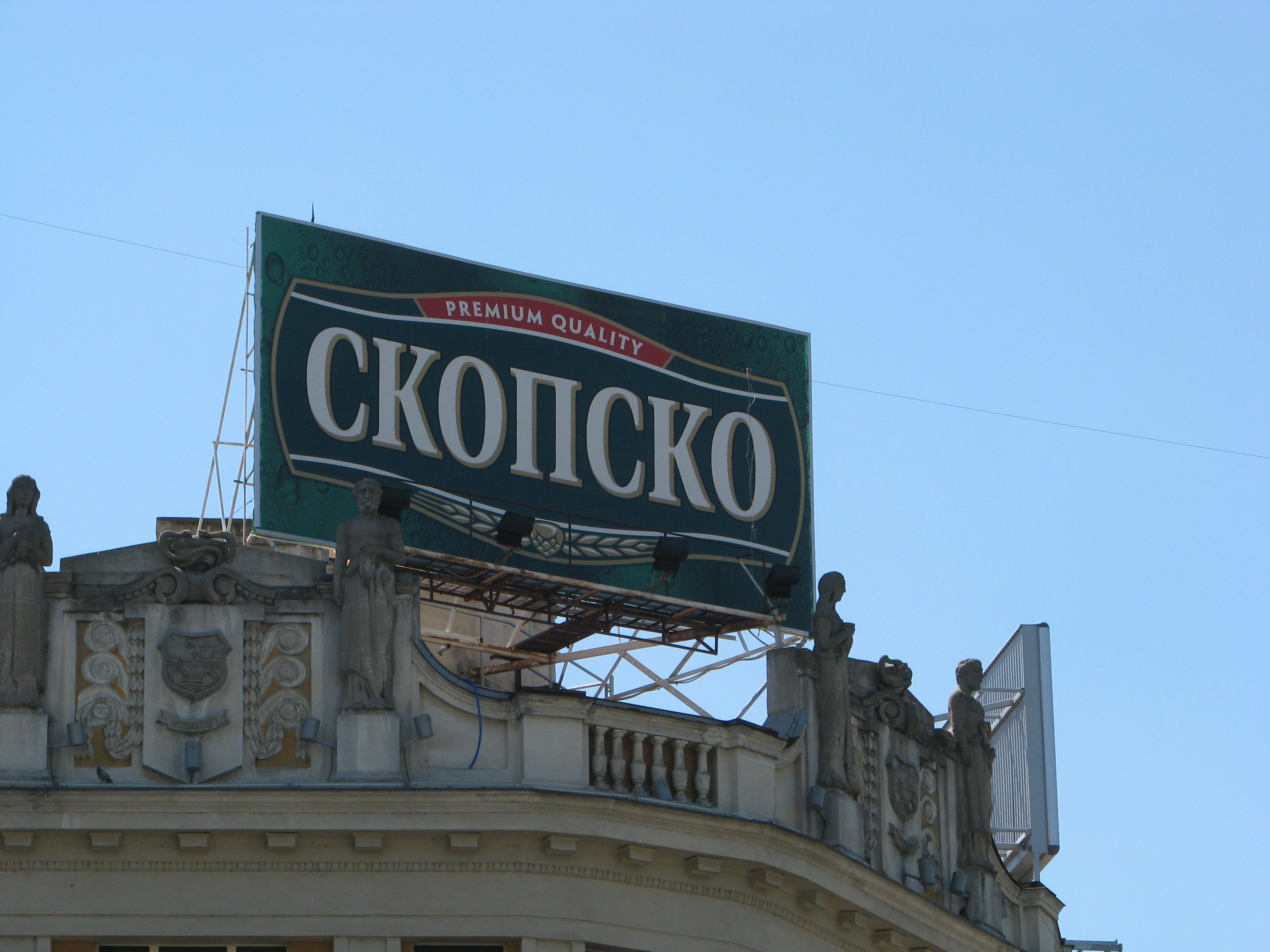